# Arabisch kindsheidsevangelie
Het Arabisch kindsheidsevangelie of Syrisch kindsheidsevangelie is een apocrief van het Nieuwe Testament over de kindsheid van Jezus. Het is een zesde-eeuwse samenvoeging van drie andere apocriefe evangeliën, met name het Kindsheidsevangelie van Thomas, het Proto-evangelie van Jakobus en het Evangelie van pseudo-Matteüs. Er zijn twee manuscripten bekend; deze worden gedateerd op 1299 en de 15e/16e eeuw en zijn geschreven in het Arabisch. Ze zijn gevonden in het noorden van Irak en tonen invloeden uit de koran.

## Inhoud
De inhoud bestaat uit drie delen:
1. de geboorte van Jezus
2. de vlucht naar Egypte
3. de wonderen van Jezus als kind

## Verwijzing in de koran
Een parallel verhaal tussen het kindsevangelie en de koran is te vinden in de Soera Maria 19: 29-34, waar wordt verteld dat Jezus sprak als baby in de kribbe.

## Tekst
- Tekst in het Engels op newadvent.org